# Fiat Tipo
Tipo é um modelo de automóvel lançado pela primeira vez na Itália em 1988, substituía o Ritmo sendo posteriormente exportado para o Brasil e produzido pela Tofaş na Turquia. Foi descontinuado inicialmente na Europa em 1995 sendo substituído pelo Fiat Bravo / Fiat Brava  e posteriormente no Brasil, em 1997, e Turquia 2002. Retornou ao mercado em 2015 apresentando três modelos a gama, um sedã, um hatchback e um station wagon.

## Na Europa

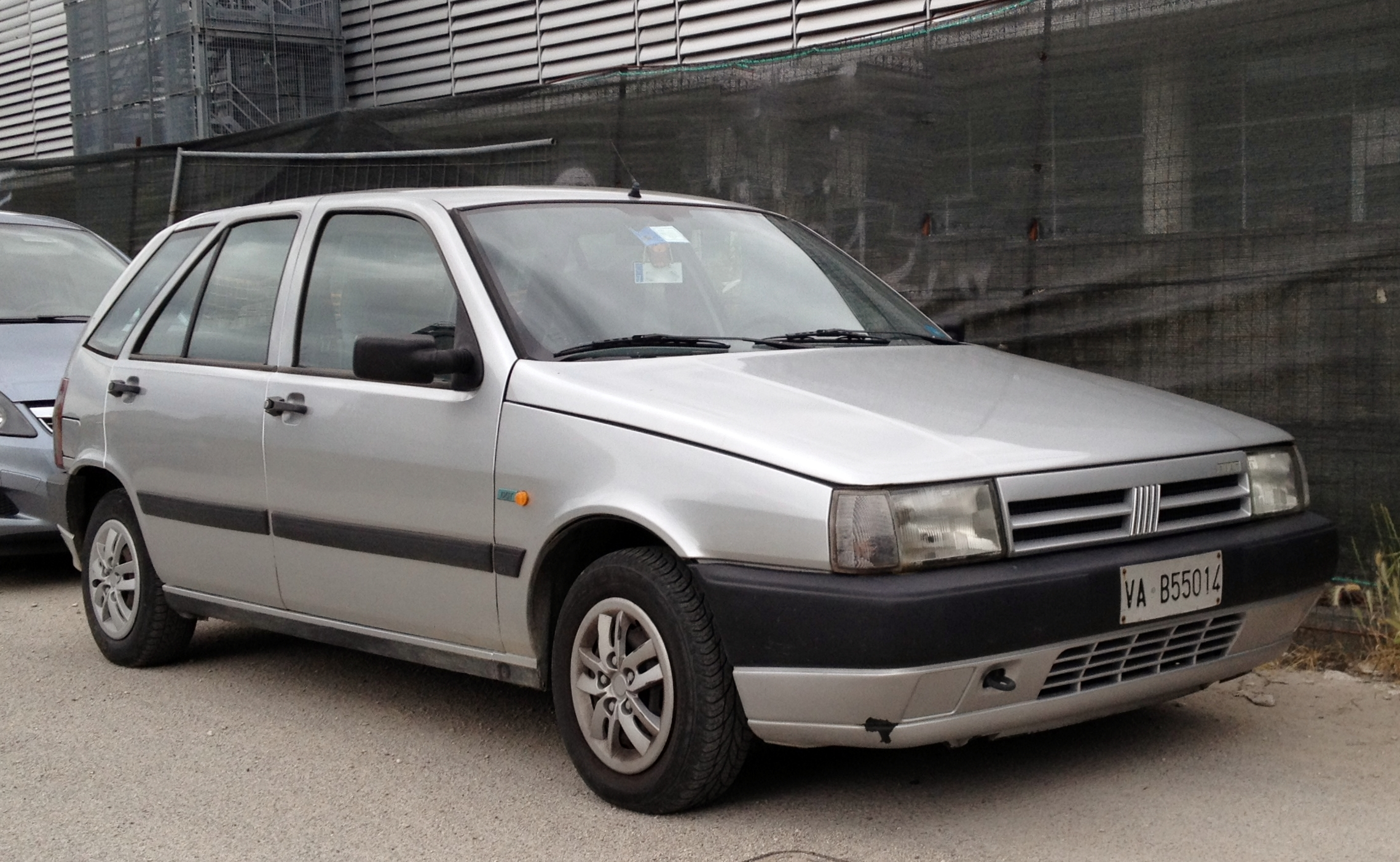
Fiat Tipo 1.4 europeu antes da reestilização.

Lançado em junho 1988, até 1991 foi disponibilizado com diversas opções de motorização com potência que variavam de 57 até 146 cv de motores a gasolina 1.1, 1.4, 1.6, 1.7, 1.8, 1.8 16v, 2.0, e 2.0 16v, bem como 1,7 e 1,9 diesel e 1,9 turbodiesel. O motor mais básico era o 1.1 L, considerado como fraco para o carro; mas o modelo mesmo assim oferecia grande espaço e equipamentos acima da média. O título de top de linha da gama ficava com o Sedicivalvole 2.0 16v lançado em 1991.
Em 1993, o Tipo passou por um facelift, ganhou uma versão três portas e, em 1994, passou por melhorias de segurança, com a inclusão de airbag para o motorista e barras de proteção nas laterais.
Sua produção foi encerrada no verão de 1995, tendo como substituto o Fiat Bravo de três portas e o Fiat Brava de cinco portas. O seu derivado, Fiat Tempra, também fora descontinuado e substituído pelo Fiat Marea. O Bravo e Brava alcançaram excelentes vendas em toda a Europa e Brasil, diferentemente do Marea que não teve a mesma aceitação.

## Tipo 2015

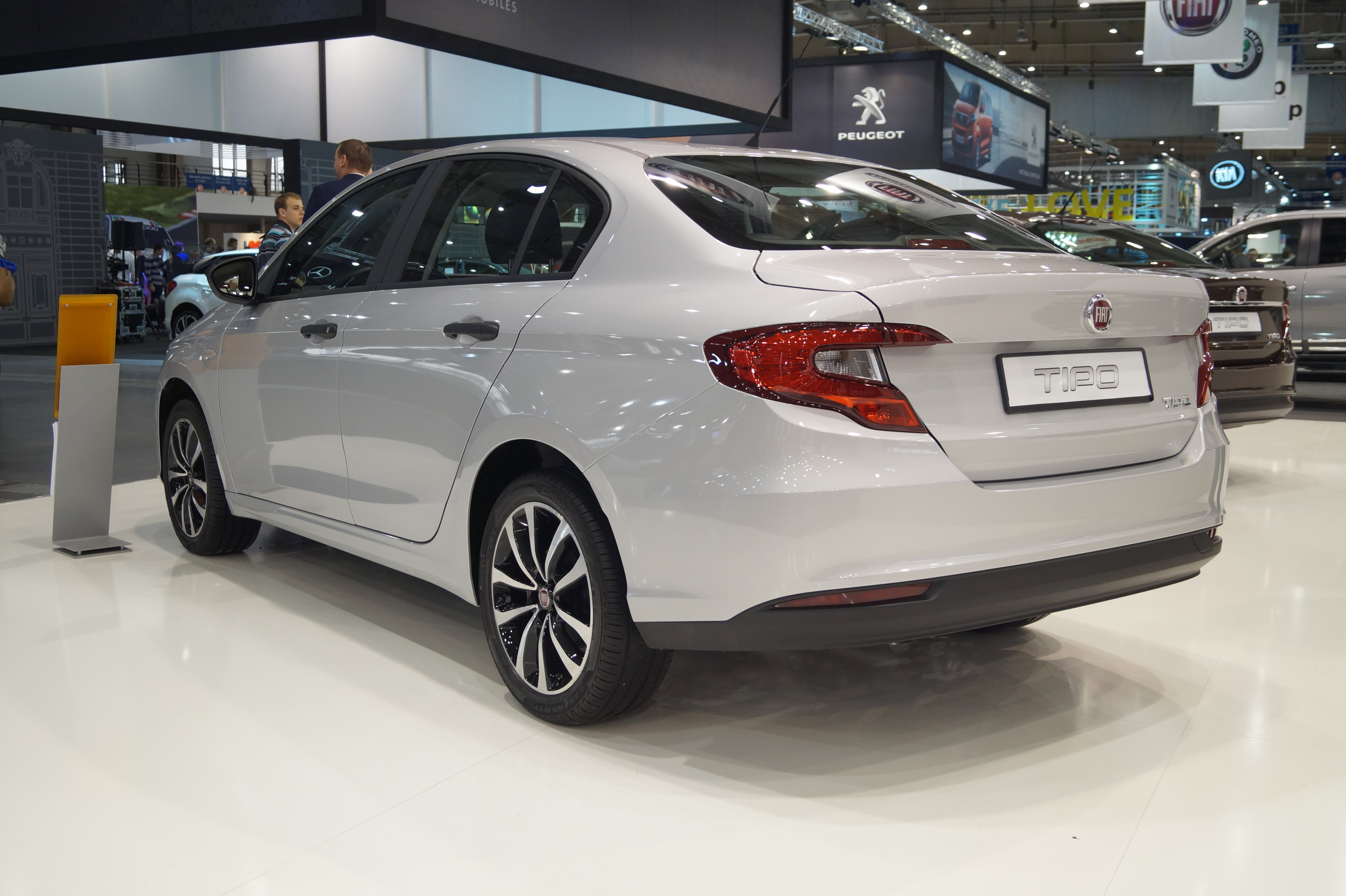
Tipo 4 Porte Lounge More

No final do segundo semestre de 2015, a Fiat decidiu voltar a dar vida ao nome do carro apresentando um projeto completamente novo, e assim voltou a fabricar na Europa o Tipo, batizando-o de Novo Tipo. A linha de produção começou inicialmente com a versão sedã. As versões hatch e station wagon foram acrescidas a gama posteriormente.
No design, os membros da nova família Tipo buscam inspiração na Alfa Romeo, principalmente na parte traseira, que conta com lanternas afiladas e elegantes, na dianteira o Tipo se alinha ao padrão europeu Fiat atual. O carro lembra os novos modelos da Volvo, aliás.
Internamente o carro é tem bom nível de acabamento para a categoria, lembrando a picape Toro. Apesar de certo excesso de plástico, boa parte do material é emborrachada e de refinamento superior ao dos modelos respectivos no Brasil (Bravo, Linea) Há ainda uma central multimídia com tela de sete polegadas série em todas as versões que aceita espelhamento  de celulares Apple (CarPlay) e Android (Android Auto).

#### Versões

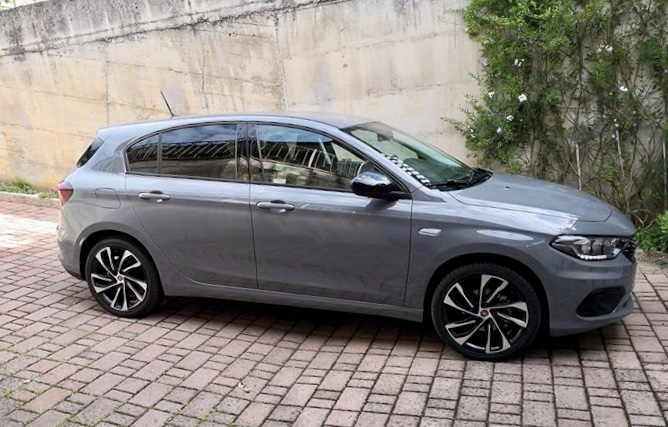
Tipo 5 Porte S-Design

##### TIPO SPORT 5-PORTE
Street More, Mirror More, Lounge More S-Design More e Sport More

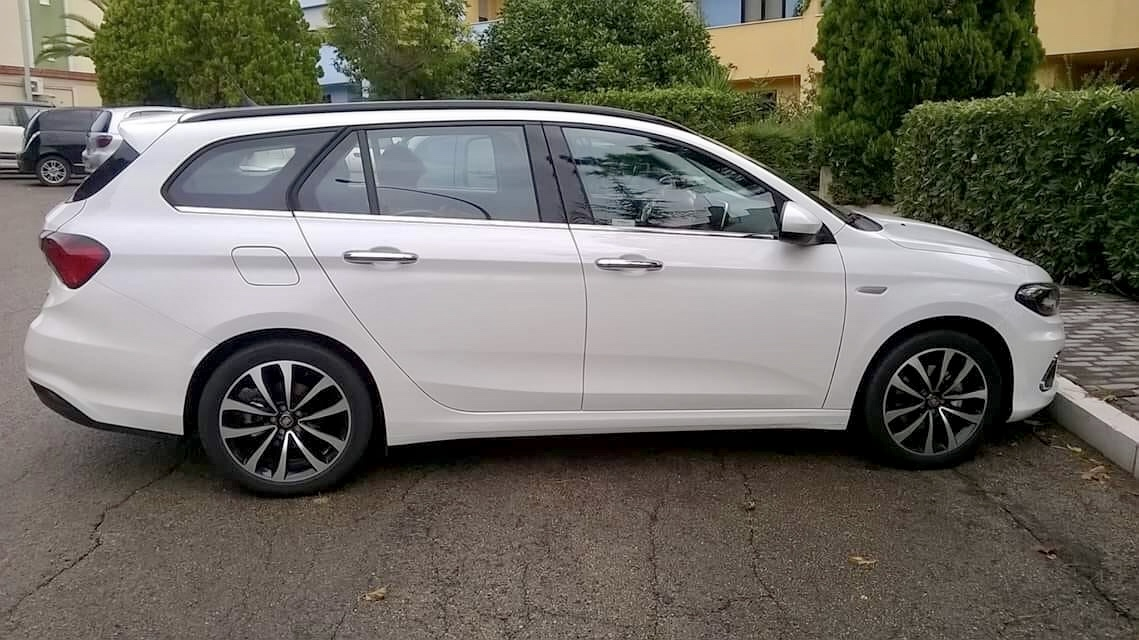
Tipo Station Wagon More

##### TIPO LOUNGE 4-PORTE
Street More, Mirror More e Lounge More

##### TIPO STATION WAGON
Street More, Mirror More, Lounge More e S-Design More

### Motorização
Os Novos Tipo hatch e SW terão a mesma gama de motores do sedã. Falando das opções a gasolina: 1.4 Fire de 96 cv, 1.6 E-torQ de 110 cv e 1.4 T-Jet de 122 cv (turbo). Os câmbios podem ser manual, automático ou automatizado de dupla embreagem, todos de seis marchas.
Nas dimensões, o hatch tem 4,37 de comprimento, 2,64 m de entre-eixos, 1,79 m de largura e 1,50 m de altura. Na perua, o porta-malas maior aumento o tamanho para 4,57 m no total. São 440 litros para bagagens no hatchback, contra 510 no sedã e 550 na perua.

## No Brasil
O Fiat Tipo chegou ao mercado brasileiro em setembro de 1993, de início com três portas e logo depois com cinco. Com um sistema otimizado de logística a Fiat conseguiu uma proeza: vender um carro ainda moderno e com bom equipamento de série (incluindo direção assistida, opcional nos concorrentes) por um preço competitivo: US$ 17 mil à época.
A versão única de acabamento 1.6 i.e. não era luxuosa, mas oferecia como acessórios controle elétrico dos vidros dianteiros, travas elétricas nas portas, direção hidráulica, banco traseiro rebatível e ajuste de altura do volante, e como opcionais ar condicionado, banco do motorista com ajuste de altura e lombar, banco traseiro rebatível bipartido (60/40), vidros verdes Climaglass® e teto solar. O revestimento dos bancos era em tear azul e xadrez, numa época em que predominavam tons de cinza. O motor 1.6 era da família ACT, com configuração de bloco de ferro fundido do tipo closed deck, cabeçote em alumínio com comando de válvulas único (SOHC) e acionamento por correia de sincronismo. Equipado com sistema de injeção monoponto (Bosch Monomotronic SPI) e 82 cv de potência, com foco em eficiência chegava a atingir 14,09 km/L em rodovia (Quatro Rodas set/1993) e atendia as normas vigentes Euro 1/Proconve P-3.
Contava com detalhes bem pensados: segunda chave "de manobrista" (não abria porta-luvas e porta-malas), dobradiças pantográficas no capô, banco do passageiro dianteiro com memória de posição (após afastado para o acesso - no caso do três-portas - retornava ao ajuste anterior de distância), tampa do porta-malas em plástico injetado de alta resistência e um bom volante de quatro raios, muito preciso e de relação direta.
Trazia o sistema de iluminação externa de acordo com as normas européias, ou seja, faróis com ajuste manual de altura pela carga de passageiros/bagagem, repetidores laterais e luzes traseiras de neblina. O limpador de para-brisa era do tipo refil pra diminuir o descarte de peças nas manutenções e tinha a curiosidade de funcionar apenas de forma rápida e intervalada, sem ajuste de velocidade, dessa forma os limpadores sempre ficavam pouco tempo no campo de visão do condutor ao serem acionados. As alavancas de acionamento dos limpadores, faróis e luzes direcionais eram iluminadas, para melhor visualização à noite, êxito de ergonomia aplicado em todos carros derivados dessa arquitetura na época.
O sucesso levou a Fiat a rapidamente expandir a oferta. Em julho de 1994 chegava o Tipo SLX 2.0. O motor de duplo comando de válvulas (DOHC) e 1.995 cm3 não era igual ao do Tempra com oito válvulas: tinha injeção multiponto, em vez de monoponto, e duas árvores de balanceamento, para anular as vibrações, satisfazia a necessidade de desempenho maior para atender mais clientes e ter similaridade com os concorrentes.
O SLX, vendido somente com cinco portas, trazia outras novidades: faróis de neblina, banco do motorista com ajustes de altura e de apoio lombar, apoio de braço central dianteiro, retrovisores e parte dos para-choques na cor da carroceria, além do estofamento em veludo espesso na cor cinza-claro e um útil check-control no painel de instrumentos. As rodas de alumínio (opcionais) calçavam pneus 185/65-14, mais largos que os do 1.6 (175/65) e mais altos que os 185/60 empregados na Europa. Os freios a disco nas quatro rodas podiam incluir sistema antitravamento (ABS) opcional, além do airbag, também opcional.

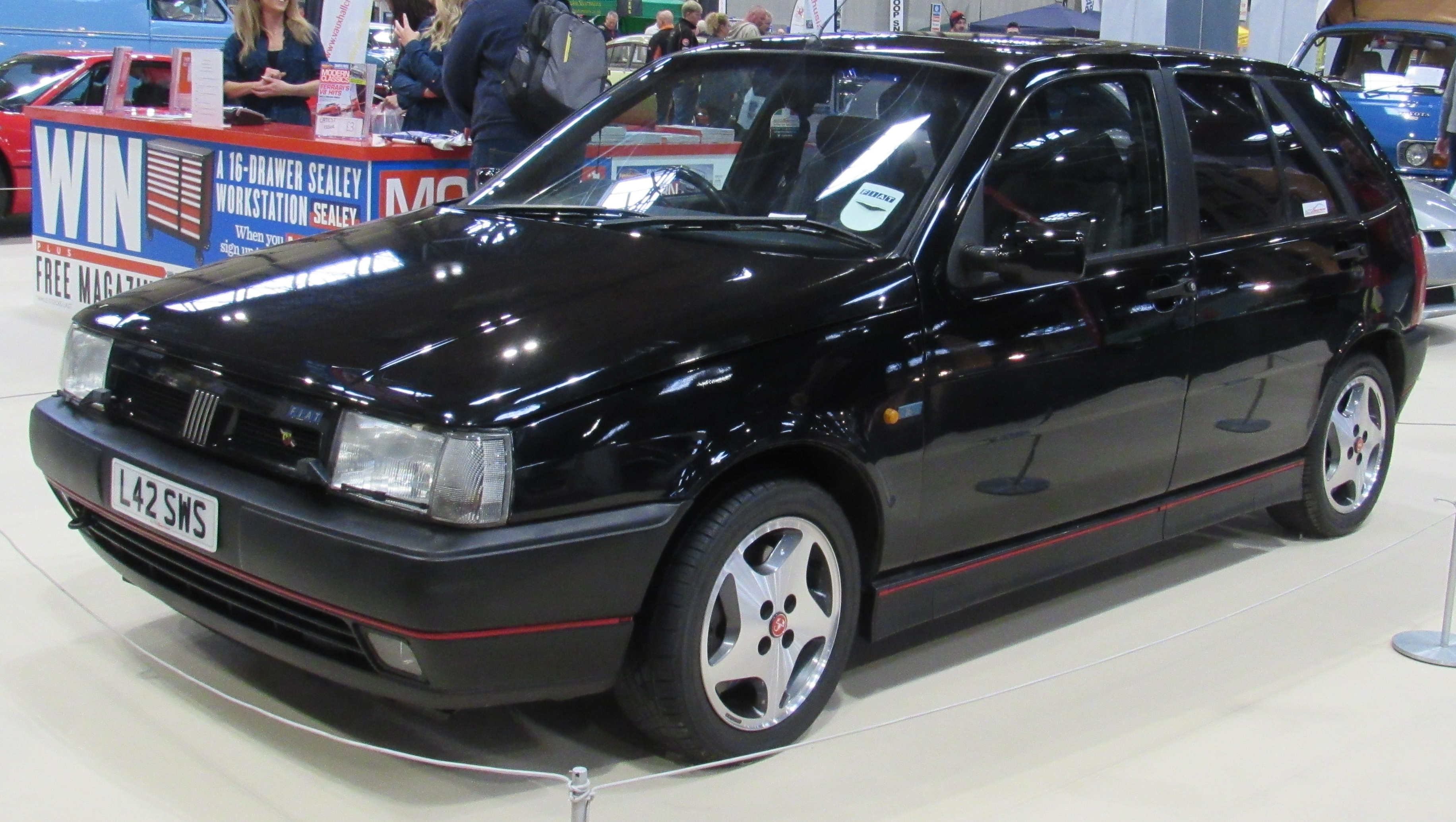
Tipo Sedicivalvole.

Veio também a versão realmente esportiva da linha, o "Sedicivalvole" (dezesseis válvulas em italiano). Este modelo possuía motor 2.0 16 válvulas e 137 cv de potência declarada (145cv na Europa). A potência foi nominalmente estabelecida por conta da tabela de impostos, que aumenta o preço final do veículo de acordo com a potência declarada. Fazia de 0 a 100 km\h em 9,8 segundos, e atingia a incrível marca dos 206,7 km/h de velocidade máxima, apenas 9 quilômetros a menos que o Vectra GSI, que possui 150 cv e atinge 215,7 km/h com aceleração de 0 a 100 em 9,2 s. Esta versão do Tipo trazia ainda diferenciais em relação aos outros modelos, como bancos Recaro de fábrica, saias laterais e frisos vermelhos nos para-choques, além da inscrição "Sedicivalvole" na tampa do porta-malas, tudo para deixar o carro com ar mais esportivo, além de ter todos os outros itens que vinham nos outros modelos, como direção hidráulica, vidros elétricos, travas elétricas, ar condicionado e teto solar (elétrico nas versões SLX e 16V). Como opcional tinha o sistema ABS. Um verdadeiro esportivo.
O Sedicivalvole veio com pneus 195/60 aro 14, diferente da versão que rodava na Europa que tinha pneus 185/55 aro 15. Essa mudança na importação deveu-se às condições das estradas e pistas brasileiras, onde exige-se carros mais "guerreiros" para aguentar a buraqueira dos asfaltos - o que infelizmente não era o caso do Tipo, que com a suspensão eficiente, porém relativamente frágil, sofreu muito em nossas ruas e estradas. Relatos de quebra de peças forjadas eram comuns, principalmente na suspensão traseira.
E então o Fiat Tipo passou de amado (campeão de vendas disparado entre os importados, e entre os carros mais vendidos do país juntamente aos populares Gol e Uno, só perdendo para ambos respectivamente) a odiado em pouco tempo, devido sobretudo aos infames incêndios que ocorreram nos modelos 1.6 i.e. importados de 1993 e 1995, por conta de um problema de produção em componentes da direção hidráulica, no qual uma das mangueiras de alta pressão que conduz o fluido hidráulico estourava e derramava o fluido (altamente inflamável, naquela época) sobre o coletor de escape do motor, causando incêndios repentinos e de grande monta na dianteira, que em geral causavam perda total do veículo. Geralmente isso acontecia após o motorista ter feito muitas manobras com o uso intenso do dispositivo de direção hidráulica.
A Fiat fez dois recalls para solucionar o problema, mas só foi descoberto e reparado o problema no segundo recall, visto que no primeiro continuaram a acontecer os casos de incêndios. Houve grande comoção entre os proprietários do veículo na época, em função das persistentes negativas da Fiat Brasil em relação às garantias de sinistro e a alegação inicial de que os incêndios seriam causados pelo hábito brasileiro de se lavar os cofres de motor com óleo Diesel, o que, segundo a montadora no Brasil, causaria encharcamento do painel corta-fogo com resíduos inflamáveis e, consequentemente, formaria focos de incêndio.
Indignados, os proprietários lesados chegaram a criar a Associação de Vítimas de Incêndio em Tipo (Avitipo), que computou cerca de 127 casos de "combustão espontânea". A Fiat Brasil foi obrigada a fazer dois recalls em 1996, para a troca da mangueira da direção hidráulica e da tubulação de combustível.
O Fiat Tipo começou a perder mercado também após a sua nacionalização, que foi uma aposta da Fiat no seu sucesso - e ironicamente fez com que perdesse o brilho de carro importado, derrubando assim suas vendas.
O modelo 1.6 mpi, foi o primeiro carro nacional a sair com bolsa inflável (airbag) de série. Aliás, este pioneirismo é até hoje dividido com o Chevrolet Vectra, que passou a sair da fábrica com o equipamento de segurança inflável, um dia após o Fiat Tipo, o que gera até hoje a discussão de "quem lançou primeiro". Tinha 10cv de potência a mais que o modelo italiano, graças à injeção multiponto (MultiPoint Injection, ou mpi), no entanto seu motor era de origem argentina (Sevel). Infelizmente o modelo nacional foi lançado tarde demais, e o carro já estava defasado no mercado, durando assim apenas dois anos nas linhas de montagem brasileiras.

## Novo Tipo

### Na Europa
O novo Tipo foi lançado na Europa em 2015, substituindo o Bravo e Marea. Ele inaugura um novo estilo de design da montadora italiana. Foi lançado por um preço convidativo, cerca de R$ 56.000. Ele tem um desenho bonito, preço muito bom e acabamento de boa qualidade. A Fiat também fez as variantes sedã e perua, na versão hatch o porta-malas é maior do que o do Golf.
Mas em 2020, devido a muitas críticas de consumidores e da imprensa, além das fracas vendas na Europa, há suspeita de que a FIAT descontinue as 3 versões de novo já em 2021.

### No Brasil
Construído a partir da mesma a plataforma do Jeep Renegade e Fiat Toro, o Tipo não foi vendido no Brasil, apesar de já ter sido flagrado rodando no país. Ele serviu de inspiração para o Fiat Argo, lançado para ocupar o lugar do Punto e Palio.

## Grupos Automotivos Envolvendo o Fiat Tipo no Brasil

### Fiat Tipo Family
Fiat Tipo Family é um grupo automotivo online dedicado a proprietários e entusiastas dos veículos da marca Fiat Tipo. O grupo tem como objetivo proporcionar um espaço para compartilhar informações, experiências e dicas relacionadas aos modelos Fiat Tipo. Através de fóruns de discussão e grupos de redes sociais, os membros da Fiat Tipo Family podem trocar conhecimentos sobre manutenção, personalização e condução dos veículos. Além disso, a comunidade organiza encontros presenciais para que os membros possam se conectar e fortalecer sua paixão pelo Fiat Tipo.

### Elite Tipeiros
Elite Tipeiros é um grupo automotivo voltado para admiradores e proprietários dos veículos Fiat Tipo. O grupo busca unir entusiastas por meio de fóruns online e eventos presenciais. Os membros do Elite Tipeiros compartilham informações sobre modificações, manutenção e personalização de seus Fiat Tipo, criando um ambiente de aprendizado e camaradagem. O grupo promove a interação entre os membros e incentiva a troca de experiências para aprimorar a compreensão e a paixão pelo Fiat Tipo.

### AFC (Amigos Fiat Club)
AFC (Amigos Fiat Club) é um clube dedicado a reunir proprietários e entusiastas dos veículos da marca Fiat, incluindo o Fiat Tipo. O AFC promove a comunicação entre seus membros por meio de encontros regulares e eventos temáticos. Os proprietários de Fiat Tipo têm a oportunidade de exibir seus carros, compartilhar dicas de manutenção, discutir personalizações e estabelecer conexões com outros entusiastas da marca. O AFC se esforça para fortalecer a comunidade de proprietários de Fiat Tipo e enriquecer a experiência de possuir esses veículos.

### União Tipeiros
União Tipeiros é um grupo dedicado a unir proprietários e apreciadores dos modelos Fiat Tipo. O grupo tem como foco principal a troca de informações práticas sobre os veículos e o estabelecimento de uma rede de suporte entre os membros. Os participantes da União Tipeiros compartilham conhecimentos sobre manutenção, resolução de problemas e personalização de seus Fiat Tipo. Através de fóruns de discussão e plataformas online, o grupo oferece um espaço para perguntas, respostas e conversas amigáveis que contribuem para o enriquecimento da comunidade de entusiastas do Fiat Tipo.

### Originais Fiat Tipo - Brasil
Originais Fiat Tipo é um grupo destinado à preservação da história do Fiat Tipo no Brasil. O intuito é reunir admiradores e proprietários que mantém seus veículos com características originais aptos ao status de veículos colecionáveis. Fundado em 2020, hoje mantém nas redes sociais publicações de materiais de propagandas e folders de época, fomento ao antigomobilismo e reune os assuntos pertinentes à manutenção e eventos.

### Fiat Tipo modificados Brasil
Fiat Tipo modificados Brasil é um grupo destinado ao modelos modificados, tanto externos como motorização, são aceitos de qualquer grupo sem discriminação. E junto com grupos da Turquia onde os modelos são bem modificados.